# Michaelerberg
Michaelerberg ist eine ehemalige Gemeinde mit 436 Einwohnern (Stand: 1. Jänner 2017) in der Gemeinde Michaelerberg-Pruggern im Bezirk Liezen in der Steiermark.

## Geografie
Michaelerberg liegt südlich der Enns an den Nordhängen des 1916 m hohen Kochofens in der Expositur Gröbming (Gerichtsbezirk Schladming) des Bezirks Liezen im österreichischen Bundesland Steiermark.

### Gliederung
Einzige Katastralgemeinde war Michaelerberg, Ortschaften waren Michaelerberg und Pruggern (der östliche Teil des Dorfes, der Rest gehörte zur ehemaligen Gemeinde Pruggern). Weitere Ortsteile sind Moosheim und Tunzendorf.
Durch den nördlichen Teil des Gemeindegebietes führt die Ennstalbahn. Der Bahnhof Gröbming liegt auf dem Gebiet des Ortsteils Moosheim.

## Geschichte
Die Aufhebung der Grundherrschaften erfolgte 1848. Die Ortsgemeinde als autonome Körperschaft entstand 1850. Nach der Annexion Österreichs 1938 kam die Gemeinde zum Reichsgau Steiermark, 1945 bis 1955 war sie Teil der britischen Besatzungszone in Österreich.
Mit 1. Jänner 2015 wurde die ehemalige Gemeinde Michaelerberg im Rahmen der steiermärkischen Gemeindestrukturreform mit der Gemeinde Pruggern zusammengeschlossen. Die neue Gemeinde hat den Namen Michaelerberg-Pruggern.

## Kultur und Sehenswürdigkeiten
- Schloss Thannegg

## Politik
Der Gemeinderat hatte nach den Wahlen von 2010 folgende Zusammensetzung:
- 3 ÖVP
- 6 SPÖ

Letzter Bürgermeister bis war 2014 Albert Trinker.

### Wappen
Die Verleihung des Gemeindewappens erfolgte mit Wirkung vom 1. Oktober 1989.

Blasonierung (Wappenbeschreibung): In Schwarz golden aus einem Dreiberg wachsend ein Steinbock, überhöht von einer Waage.

## Persönlichkeiten

### Söhne und Töchter der Gemeinde
- Maria Patek (* 1958), Spitzenbeamtin und Bundesministerin